# William Hinds
William Hinds (ou Will Hammer ; 1887-1957) est l'un des fondateurs de la Hammer Film Productions. Il est le père d'Anthony Hinds.